# Gottan

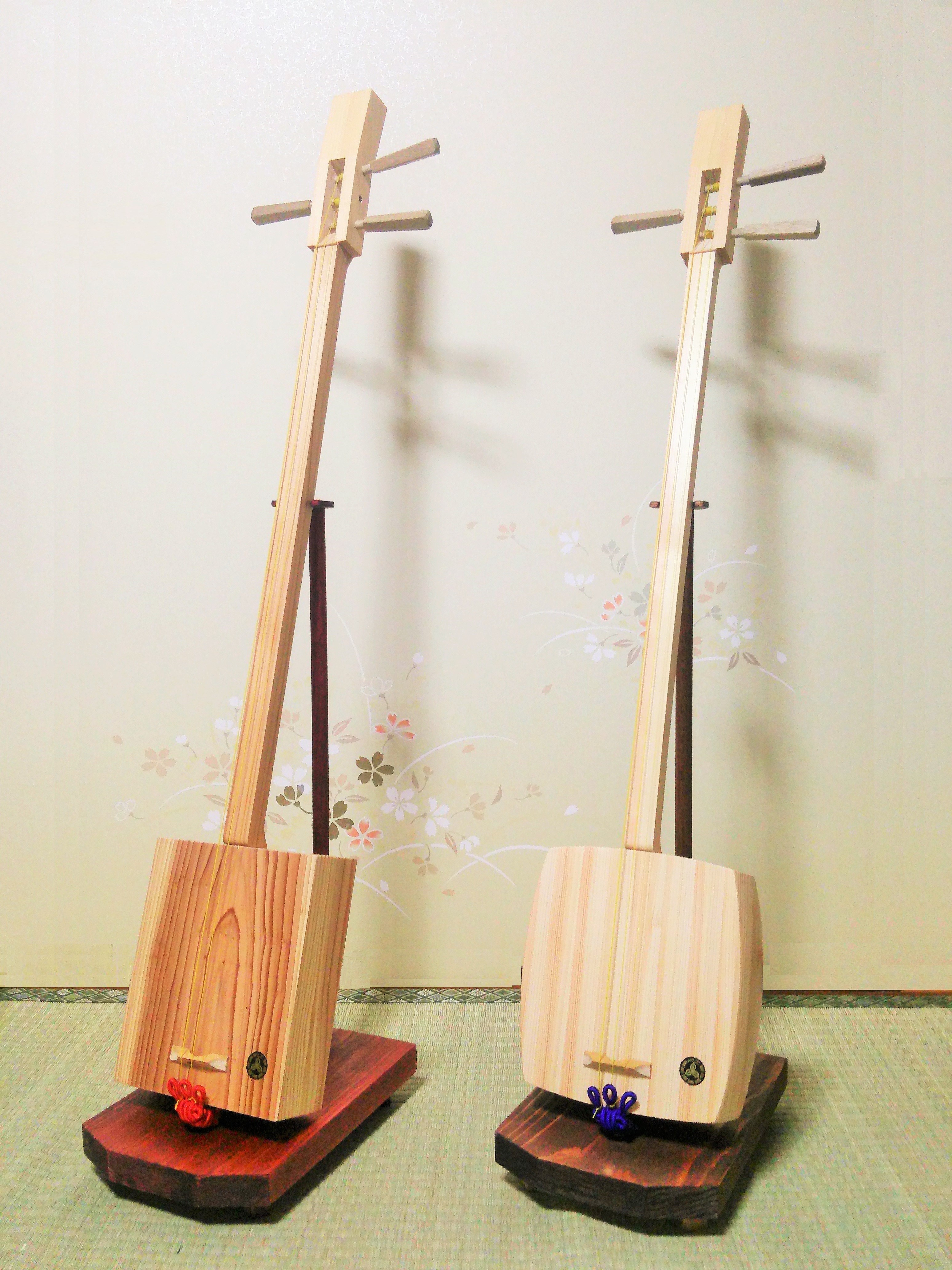
Dos gottan

El gottan es un instrumento musical tradicional que se transmite en toda la región de Kyūshū, especialmente en el sur, incluyendo las prefecturas de Kagoshima y Miyazaki.
Se trata de un instrumento de cuerda con tres cuerdas, construido principalmente con tablas de madera de cedro.

## Descripción general
El gottan ha sido utilizado como instrumento de acompañamiento para cantos populares (min'yō) y cantos rítmicos (hayashi uta) desde aproximadamente el siglo XVI, y ha sido transmitido como una forma de entretenimiento profundamente arraigada. Se difundió ampliamente en diversas regiones de Kyūshū como un instrumento accesible para el pueblo.
No solo fue utilizado por la población general, sino también por monjes budistas y en rituales de kagura en santuarios sintoístas. En la Edad Media, era considerado una parte habitual de la vida cotidiana en Kyūshū, siendo uno de los instrumentos musicales más representativos de la región.
Gracias al intercambio cultural con el Reino de Ryūkyū (actual prefectura de Okinawa), el gottan incorporó elementos de la escala musical ryukyuense, debido a su compatibilidad estructural con el sanshin. Por esta razón, también se le considera un instrumento influenciado por la música de Okinawa.

En tiempos recientes, aunque el número de intérpretes y artesanos del gottan ha disminuido, aún existen escuelas y talleres dedicados a su enseñanza en regiones como Kagoshima, Miyazaki y Fukuoka, con el fin de preservar la identidad cultural local. Gracias a estos esfuerzos, también ha aumentado el número de jóvenes intérpretes, y hoy en día sigue siendo un instrumento interpretado por personas de todas las edades y géneros.

## Características
Las características del gottan incluyen su construcción completamente en madera, sin el uso de clavos ni piezas metálicas. No posee un sawari (dispositivo de resonancia) en la primera cuerda, y el cuerpo de resonancia está hecho con tablones de cedro, sin perforaciones acústicas.
El mástil es ligeramente más corto que el del shamisen. Cuando se fabrica con una longitud equivalente a la del shamisen, el instrumento deja de considerarse un gottan y se clasifica como shamisen de caja o shamisen de tabla (hako shamisen, ita shamisen).
El sonido del gottan es bajo, suave y apagado, pero también claro y puro. Normalmente se interpreta utilizando solo el dedo índice en un estilo llamado tsumabiki (つまびき), una técnica de punteo. Una de sus particularidades es que al tocar simultáneamente las tres cuerdas se produce un sonido áspero que no interfiere con la voz del cantante, lo cual lo hace especialmente apto para estilos narrativos (katarimono).
El atractivo del gottan se manifiesta plenamente cuando se combinan tres elementos: la melodía vocal, el ritmo del instrumento y la expresividad de la letra.